# Campanula morettiana
Campanula morettiana là loài thực vật có hoa trong họ Hoa chuông. Loài này được Rchb. mô tả khoa học đầu tiên năm 1840.